# Holiša
Holiša (em húngaro: Ipolygalsa) é um município da Eslováquia, situado no distrito de Lučenec, na região de Banská Bystrica. Tem 10,34 km² de área e sua população em 2018 foi estimada em 643 habitantes.

## Demografia
| Ano:        | 1994 | 2004    | 2014   | 2024   |
| ----------- | ---- | ------- | ------ | ------ |
| Broj ljudi: | 514  | 626     | 672    | 671    |
| Razlika:    |      | +21,78% | +7,34% | -0,14% |

| Ano:               | 2023 | 2024   |
| ------------------ | ---- | ------ |
| Número de pessoas: | 649  | 671    |
| Diferença:         |      | +3,38% |